# Ольховка (Мордовия)
Ольховка — посёлок в Дубёнском районе Мордовии. Входит в состав Красинского сельского поселения.

## История
В 1987 году указом ПВС РСФСР посёлку пенькозавода присвоено наименование Ольховка.

## Население
| 2002 | 2010 |
| ---- | ---- |
| 72   | ↘64  |